# Naphtali Lau-Lavie
Pour les articles homonymes, voir Lau et Lavie.
Naphtali Lau-Lavie, né le 23 juin 1926 à Cracovie (Pologne) et mort le 6 décembre 2014 à Ramat Gan (Israël), est un journaliste et diplomate israélien, d'origine polonaise, descendant de rabbins illustres, et frère aîné du grand-rabbin d'Israël, Israel Meir Lau, qu'il sauve durant la Shoah.

## Éléments biographiques
Naphtali Lau-Lavie est né le 23 juin 1926 à Cracovie en Pologne.
Il est le fils aîné du rabbin Moshe Chaim Lau, né en 1892 à Lviv (Lemberg), en Galicie autrichienne, aujourd'hui en Ukraine, et de Chaya (Helena) Frankel-Teomim, née à Cracovie, en Galicie autrichienne, le 1er janvier 1900,,,.
Il est issu de longues lignées rabbiniques aussi bien du côté paternel que maternel. Du côté paternel, il descend du "Bach" (le rabbin Yoel Sirkis, 1561-1640), du "Taz" (le rabbin David Halevy Segal, 1584-1662) et du rabbin Efraim Zalman Shorr. Du côté maternel, il descend de Rachi (1040-1105), du Maharam de Padoue (le rabbin Meir Katznellenbogen, 1482-1565), du Hacham Zvi (le rabbin Zvi Ashkenazi, 1658-1718), du Yaavetz (le rabbin Jacob Emden, 1697-1776), du rabbin Baruch Frankel-Teomim (1760-1828), et du rabbin Chaim Halberstam de Sanz, le Divrei Chaim (1793-1876).
Le père de Naphtali Lau-Lavie est mort dans le camp d'extermination de Treblinka, en octobre 1942 à l'âge de 50 ans.
La mère de Naphtali périt au camp de concentration de Ravensbrück au printemps de 1945.
Naphtali Lau-Lavie et son jeune frère Israel Meir Lau ont été déportés au camp de Buchenwald. Seul survivant de sa famille avec son frère, Israel Meir, et son demi-frère Yehoshua Lau-Hager, il a rejoint Israël en 1945 avec son frère Israel Meir, alors âgé de huit ans, afin d’y rejoindre leur oncle qui y avait émigré avant la guerre.

## France
Naphtali Lau-Lavie et Israel Meir Lau arrivent en France au Préventorium d'Écouis, situé à Écouis (Eure), lieu de transit mis à la disposition de l'Œuvre de secours aux enfants (l'OSE), le 6 juin 1945, par le gouvernement français, où 426 enfants revenant de déportation, les Enfants de Buchenwald vont pouvoir se rétablir des conséquences de la guerre.

## Israël
Naphtali Lau-Lavie étudie à la Yechiva de Łomża à Petach Tikvah.
Naphtali Lau-Lavie a fait une carrière de haut fonctionnaire dans l'administration israélienne : porte-parole de Moshe Dayan, Shimon Peres et de Yitzhak Shamir puis en 1981 consul-général d'Israël à New York City puis directeur du bureau israélien de l'Appel juif unifié.

## Famille
Naphtali Lau-Lavie épouse, Joan, fille de Hugo Lunzer et Celine Eisenmann, née à Londres. Le mariage a lieu le 29 octobre 1956.
Ils ont une fille et trois fils : Chaya Naomi Lau Lavie, Shay Lau-Lavie, le rabbin Dr Benny (Benjamin) Lau, et Amichai Lau-Lavie.
Ils habitent Ramat Gan.
Naphtali Lau-Lavie est décédé le samedi 6 décembre 2014, à l'âge de 88 ans,,. L'enterrement a lieu le lendemain, au cimetière de Har HaMenouhot à Jérusalem.

## Œuvres

### Livres
- (en) Naphtali Lau-Lavie. Moshe Dayan: a biography. Hartford: Hartmore House, 1968, 1974.  (ISBN 0853030049)[21].
- Malts, Ya'akov & Lau-Lavie, Naphtali. Pyotrkov Tribunalski veha-sevivah sefer Zikaron. Publisher: Israel Former Residents of Pyotrkov, 1965. (Yiskor Book, en hébreu et yiddish)[22].

### Articles
- (en) Naphtali Lau-Lavie. In Pursuit of Justice: Recovering Looted Assets of European Jewry. Cardozo Law Review (New York), Vol. 20, décembre 1998, Number 2, p. 583[23].